# جایزه بزرگ کانادا ۱۹۷۴
جایزه بزرگ کانادا ۱۹۷۴ (انگلیسی: ‎1974 Canadian Grand Prix‎) یک مسابقهٔ موتوری در رشتهٔ اتومبیل‌رانی فرمول یک بود که در تاریخ ۲۲ سپتامبر ۱۹۷۴ در موسپورت پارک واقع در بومن‌ویل، انتاریو، کانادا برگزار شد. این گراند پری در میان ۱۵ گراند پری در فصل ۱۹۷۴، مسابقهٔ شمارهٔ ۱۴ بود.
در این مسابقه که در ۸۰ دور و به مسافت ۳۱۶٫۵۶ کیلومتر (۱۹۶٫۷۰۱ مایل) برگزار شد، پول پوزیشن توسط امرسون فیتیپالدی کسب شد و سریع‌ترین زمان برای طی یک دور پیست که برابر با ۱:۱۳٫۶۵۹ بود نیز توسط نیکی لائودا به ثبت رسید.
امرسون فیتیپالدی از تیم مک‌لارن-فورد، کلی رگاتزونی از تیم فراری و رونی پیترسن از تیم لوتوس-فورد به‌ترتیب مقام‌های اول تا سوم مسابقه را کسب کردند.

## رده‌بندی قهرمانی پس از مسابقه
|       | جایگاه | راننده           | امتیاز |
| ----- | ------ | ---------------- | ------ |
| ۲     | ۱      | امرسون فیتیپالدی | ۵۲     |
| ۱     | ۲      | کلی رگاتزونی     | ۵۲     |
| ۱     | ۳      | جودی شکتر        | ۴۵     |
|       | ۴      | نیکی لائودا      | ۳۸     |
|       | ۵      | رونی پیترسن      | ۳۵     |
| منبع: |        |                  |        |

|       | جایگاه | سازنده      | امتیاز  |
| ----- | ------ | ----------- | ------- |
|       | ۱      | مک‌لارن-فورد | ۷۰ (۷۲) |
|       | ۲      | فراری       | ۶۵      |
|       | ۳      | تایرل-فورد  | ۵۱      |
|       | ۴      | لوتوس-فورد  | ۴۲      |
|       | ۵      | برابام-فورد | ۲۶      |
| منبع: |        |             |         |

یادداشت
- تنها پنج جایگاه نخست از هر رده‌بندی نمایش داده شده‌است.